# Editora Curt Nimuendajú
A Editora Curt Nimuendajú é uma editora brasileira fundada em 2006, com sede em Campinas (SP). A editora publica obras relacionadas aos povos indígenas do Brasil.
A editora foi nomeada em homenagem ao etnólogo Curt Nimuendajú.